# Songshan Zhongyue Miao

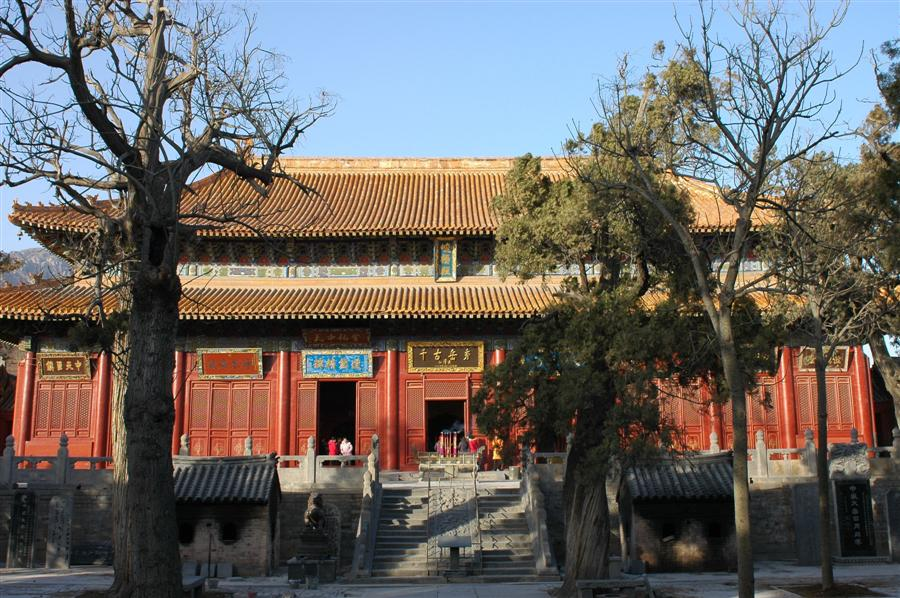
Zhongyue-Tempel in Dengfeng

Songshan Zhongyue Miao, der Zhongyue-Tempel im Songshan-Gebirge oder Tempel des Mittleren Gipfels (chinesisch 嵩山中嶽廟 / 嵩山中岳庙, Pinyin Sōngshān Zhōngyuè Miào) ist ein daoistischer Tempel im Songshan-Gebirge (Song Shan) auf dem Gebiet von Dengfeng in der chinesischen Provinz Henan. Der Tempel liegt in der Nachbarschaft von Kaifeng, der alten Hauptstadt der Song-Dynastie, und wurde vom Kaiser der Nördlichen Song-Dynastie besucht. Der Tempel geht bis auf die Zeit der Qin-Dynastie zurück. Seine Haupthalle stammt aus dem Jahr 1653 der Qing-Dynastie. Er steht auch auf der Liste der 21 wichtigsten daoistischen Tempel des chinesischen Staatsrates.
Der Zhongyue-Tempel steht seit 2001 auf der Liste der Denkmäler der Volksrepublik China (5-357) und seit 2010 als Teil der historischen Monumente von Dengfeng auf der Liste des UNESCO-Welterbes.